# Mounir Redfa
Munir Redfa (en arabe : منير ردفا, né Mounir Habib Jamil Rufa (en arabe : منير حبيب جميل روفا) (1934 – vers 1998) était un pilote de chasse irakienne qui fit défection en 1966 aux commandes d’un MiG-21 de l'Armée de l'Air irakienne à destination d’Israël. Dans ce qui est considéré comme l'une des opérations les plus réussies du Mossad, l'ensemble de la famille élargie de Redfa a été clandestinement sortie d'Irak en toute sécurité vers Israël. L’avion de chasse MiG-21 fut évalué par l'Armée de l'Air israélienne et fut ensuite prêté aux États-Unis pour des essais. Les connaissances obtenues de l'analyse de l'avion contribuèrent aux succès obtenus par l'aviation israélienne dans ses futures rencontres avec les MiG-21 arabes. La défection de Redfa a fait l'objet du film Steal the Sky.
Redfa était un chrétien assyrien.
Redfa est décédée d'une crise cardiaque vers 1998.